# Млотковская, Любовь Ивановна
Любовь Ивановна Млотко́вская (урождённая Ко́лосова; 1804, Курск, — 19 октября 1866, Киев) — русская и украинская актриса. Значительную часть сценической жизни провела в Харькове, в труппе одного из основоположников коммерческого театра в провинции — И. Ф. Штейна. Выступала также в Воронеже, Курске, Полтаве, Киеве, Одессе и других городах юга России. «Самая популярная среди провинциальных актрис 1830-х−1840-х годов», «крупнейшая актриса театральной провинции». Наибольшую известность ей принесло исполнение роли Офелии в Киевском и Харьковском театрах в 1838−1842 годах.
В послужном списке Млотковской 157 ролей, из которых 88 — водевильные, но во всех без исключения ролях своей игрой она стремилась к «утверждению на русской сцене щепкинских и мочаловских традиций».

## Биография
Родилась в Курске, в театральной семье: её мать — актриса городского театра и родная сестра актёров Барсовых, которые держали в этом театре антрепризу; отец, — Иван Васильевич Колосов, — учитель в народном училище, одновременно страстный театрал-любитель и — суфлёр в том же театре. Театр окружал её жизнь с детства.
Замуж вышла «очень рано», — за коллегу своего отца, и стала «госпожой Остряковой». Супружеская жизнь не сложилась, — очевидно, девушку манил театр и карьера актрисы; с мужем они довольно быстро разошлись, но со времени её дебюта (около 1823) и до второго замужества (между 1834—1836) актриса выступала под фамилией первого мужа — Острякова.

### Период у И. Ф. Штейна (1823—1833)
Дебютировала Любовь Острякова у антрепренёра немецкого происхождения Иоганна Штейна, в труппе которого служил её дядя, П. Е. Барсов. Энергичный и мечтательный Штейн занялся театральным бизнесом в 1814 году и за десять лет успел построить театр в Харькове, основать регулярные сезоны в Курске и собрать самую многочисленную и профессиональную провинциальную труппу — с оркестром.
Попасть в такую труппу было большой удачей для начинающей актрисы. Репертуар Штейна был широким и разнообразным, в его театрах давались не только популярные водевили и модные мелодрамы, но и качественные драмы, и оригинальные балетные постановки. Кроме регулярных спектаклей в Харькове и Курске, труппа часто гастролировала — Тула, Полтава, Воронеж, Киев, Одесса. Давали спектакли и на праздничных ярмарках в маленьких южных городках.
Известно, что в 1828 году труппа Штейна гастролировала в Воронеже. Антрепризу в Воронежском театре держал бывший партнёр Штейна, — и такой же пионер коммерческих театров в провинции, — поляк Осип Калиновский. В том же году Калиновский скончался, оставив всё своё имущество актёру и другу Петру Соколову. Унаследовав труппу, новоиспечённый директор полностью пересмотрел репертуар и состав труппы, пригласив в свой обновлённый театр и молодую талантливую актрису — Любовь Острякову, хорошо известную ему по предыдущему сезону. Так Любовь Острякова впервые стала настоящей примой, пусть и провинциального театра.
Соколову удалось резко оживить театральную жизнь в Воронеже. Сезон 1829 года, с господствовавшей на сцене Остряковой, с непривычно хорошим репертуаром, получился триумфальным. О впечатлении, которое произвели спектакли новой труппы на жителей города, можно судить по двум стихотворениям, написанным независимо друг от друга двумя молодыми воронежцами, посещавшими городской театр в то время.
Автор первого из них — Алексей Кольцов, которому ещё не исполнилось и 20, после просмотра мелодрамы В. Дюканжа «Тридцать лет, или Жизнь игрока», в которой Острякова играла героиню Амалию, написал:
Дюканж, ты чародей, и милый, и ужасный,

                              Твой Жорж — игрок несчастный,

Твоя Амалия, твой Вертер — стоят слёз!

                              Но неужель артистам в честь ни слова?

                                 Я был обворожён игрою Соколова:

                                      Я видел Жоржа в нём -

                                        и жал меня мороз,

                                        И сердце обмирало.

Я б сплёл для той венок из роз…

Ах, нет! Для ней и двух лавровых мало,

Кто не Амалией, а ангелом там был…
Автор другого стихотворения — Николай Станкевич, которому в тот год едва исполнилось 16. Кроме упомянутой пьесы Дюканжа, Станкевич видел Острякову в пьесе Хмельницкого «Воздушные замки» (Агла́ева) и в «Цыганах» (двухактной пьесе по поэме Пушкина):
НА ИГРУ Г-ЖИ ОСТРЯКОВОЙ

   Талант твой нас обворожает,

   Твой нежный взгляд, твой милый вид

   Невольно в душу проникает

   И сердцу внятно говорит.

   Равно в Амалии, Аглаевой прелестна,

   Как и свободы дочь в толпе цыган.

   Ты обрела в природе талисман

   Неподражаемый, чудесный.

   Приятен голос твой и нежен, как свирель.

   Ты всех собой очаровала;

   Искусства ты постигла цель

   И тайну сердца разгадала!

Оба стихотворения служат практически единственными документами первого периода в творчестве Остряковой, однако позволяют судить и о репертуаре, и о уже раскрывающихся дарованиях двадцатипятилетней актрисы.
Успех труппы Соколова в Воронеже в 1829 году неожиданно подтолкнул молодого антрепренёра к дальнейшим странствованиям, — рассчитывая на столь же убедительный успех, — сначала в Тулу, потом в Тамбов, в Саратов и всё далее, на восток, — до Екатеринбурга. Однако Острякова с ним не поехала, а вернулась в труппу Штейна и стала у него одной из ведущих актрис: в 1829—1833 годах театр Штейна гастролировал в Киеве, и тем, кто видел их спектакли в то время, запомнились и её имя, и её стиль игры. Причём репертуар был вполне столичный: в Киеве, как и в Харькове и в Курске, в театре Штейна представляли пьесы Коцебу, Озерова, Княжнина, Ильина и Фонвизина.
В 1833 (по другим сведениям — в 1834) году в труппе Штейна, хронически не вылезавшего из долгов, довольно грубо обращавшегося с актёрами и нередко задерживавшего гонорары, произошёл бунт; из труппы, требуя часть имущества Штейна за долги, вышел талантливый и энергичный актёр польского происхождения Людвиг Млотковский, к нему примкнули почти все актёры с Курской сцены Штейна. Таким образом в Курске возникла новая, сильная по составу, труппа: кроме возглавившего её Млотковского, — который, помимо актёрских способностей обладал и приличными вокальными данными, — в неё вошли и такие будущие звёзды русского театра, как Любовь Острякова, Николай Рыбаков и Карп Соленик. Иоганн Штейн, с оставшейся частью своей труппы, обосновался в Харькове.

### Период у Л. Ю. Млотковского (1833—1843)
В 1836 году, благополучно пережив первые два сезона, труппа Млотковского перебирается в Харьков, где Млотковский сумел оформить на себя активы отошедшего на покой Штейна. Заполучив принадлежавшее Штейну здание Харьковского театра, Млотковский проявил себя как незаурядный администратор, — о театре, о его талантливой труппе, говорят всё чаще и всё громче. Одобрительная молва доходила и до столиц. Так, когда, в 1838 году, Млотковский арендует здание театра уже в самом Киеве и приглашает знаменитого столичного актёра Павла Мочалова провести гастроли с его труппой, — тот соглашается.
К этому времени Любовь Острякова уже сменила свою сценическую фамилию: в Киеве, в 1837-38 годах, и во все остальные годы, она выступала как Любовь Млотковская. — По крайней скудости сведений о её личной жизни, неизвестно, когда именно она вышла замуж за своего антрепренёра, — скорее всего, это произошло до переезда труппы Млотковского в Харьков.
Довольно свежая по тем временам, идея Млотковского ангажировать на несколько спектаклей «звёздного» актёра оказалась весьма удачной. Посмотреть на столичную знаменитость приходил весь провинциальный свет. Некоторые критично настроенные зрители покупали билеты буквально на все его спектакли, чтобы составить «объективное» о нём мнение, — и становились, в итоге, его полными апологетами. Во всех спектаклях труппы Млотковского, где играл Мочалов, главные женские роли играла Млотковская, неизменно удостаиваясь похвал, прежде всего — самого Мочалова. «Грех большой отказать в удовольствии поиграть с прекрасной актрисой, — писал П. С. Мочалов в одном из писем. — Этого удовольствия я не имел уже несколько лет». Сохранился и якобы экспромт великого трагика, обращённый к Офелии-Млотковской во время оваций в Киевском театре, когда, по словам современника, «ветхий наш тогдашний театр едва не развалился от грома рукоплесканий», — после очередного представления «Гамлета»:

   Ты для чего ж его пленила,

   Зачем в безумье хороша?

   И для чего твоя душа

   Так много сердцу говорила?

По мнению одного из исследователей во время этих гастролей между женатым Мочаловым и замужней Млотковской приключился своего рода «служебный роман». Вернувшись в Москву, Мочалов вступил с Млотковской в переписку, и, по мнению учёного, именно ей посвящены строки, написанные Мочаловым вскоре после их знакомства:

   О! Как в обманчивых мечтаньях

   Она казалась мне мила,

   Делила все мои страданья

   И слёзы сладкие лила!

   Как будто для меня жила.

В 1838—1842 годах Любовь Млотковская находилась в зените своей славы и была признанной примой Харьковского театра. В 1839—1840 годах гастролировала в Воронеже. Приблизительно в это время весьма взыскательный театральный критик Александр Кульчицкий писал в местной прессе:

Госпожа Млотковская, превосходная игра которой так единогласно признана нашей публикой, что о ней нет никаких споров, доказала нынче в роли Офелии, что она может блистательно успевать и в драмах.
Ещё одним свидетельством беспримерной славы провинциальной актрисы служит упоминание её имени в тексте современной ей пьесы. — В комедии драматурга Дмитрия Ленского «Лев Гурыч Синичкин, или Провинциальная дебютантка», впервые поставленной в 1839 году, но хорошо известной и сегодня, герой пьесы, отец театральной дебютантки, в приступе родительского честолюбия сравнивает свою дочь с известной всем актрисой:

   Она повыше Малатковской,

   Ей — с позволения сказать —

   Не харьковский театр — московский

   Судьба судила украшать.

В 1841 году Людвиг Млотковский, впутавшись в сложную финансовую схему, построил в Харькове — прямо напротив старого, деревянного — здание нового театра, каменное. Значительно улучшенное и вместительное, — современное. Сезон 1842 года все ожидали с нетерпением. На гастроли в новый театр приезжал сам М. С. Щепкин и с удовольствием играл с актёрами харьковской труппы. Ставилось «Горе от ума». Против ожидания, несмотря на хороший репертуар и актёрский состав, ложи театра были полупусты. Довольно серьёзные долги Млотковского, его сложные отношения с городскими властями, связанные с управлением новым театром и его труппой, сильно ухудшали творческую атмосферу в театре и в каком-то смысле поставили под вопрос его дальнейшее существование.
В итоге, в 1843 году Людвиг Млотковский, передав управление театром представителям кредиторов, покинул Харьков с частью своей труппы, направившись в Орёл, где надеялся начать всё заново. Известно, что Любовь Млотковская с мужем не поехала, а осталась в Харькове, — в теперь уже городской труппе Харьковского театра.

### Период в Харьковском театре (1843—1849)
С отъездом Млотковского из Харькова звезда Любови Ивановны Млотковской переменилась, карьера её направилась к закату. На первые женские роли всё чаще брали других актрис, главными талантами которых были юность и высокопоставленные поклонники. Примой театра, после неприятных для Млотковской закулисных интриг, стала молоденькая Протасова. Млотковская ещё появлялась на сцене, и с непременным успехом и отличием, но происходило это всё реже. Как и раньше, Млотковская часто гастролировала вместе с труппой. Сохранилось свидетельство о спектаклях с нею в Полтаве, где она играла Офелию, и по словам очевидца «играла порядочно».
В 1844—1848 годах в Харькове, время от времени, проездом бывал знаменитейший актёр Михаил Щепкин, лечивший голосовые связки на разных южных курортах, давал спектакли, иногда — с Млотковской; давал и советы. Так, по его рекомендации в Харьковскую труппу пригласили молодую актрису из Орловского театра Аграфену Кравченко, — девушка с детства играла в крепостном помещичьем театре, и Любовь Ивановна, как опытнейшая актриса, выступила уже в роли её наставника.
В 1847 году, при активном содействии Щепкина, в Одесском театре наконец-то была сформирована своя, постоянная труппа, а в 1849 году, — возможно, не без участия всё того же Щепкина, — антрепренёры одесского театра предложили стареющей, но всё ещё прославленной актрисе из Харьковской труппы перейти к ним. Вместе с Млотковской в Одесский театр переходит и её старый друг и бессменный коллега, выдающийся актёр К. Т. Соленик.

### Период в Одесском театре (1849—1856)
В Одесском театре Млотковская играет уже роли «ровесниц и более пожилых», и всё так же — нечасто. В 1853 году в авторитетном периодическом журнале видного драматурга и театрального критика Ф. Кони было опубликовано подробное письмо любителя из Одессы под заглавием «Русский театр в Одессе». Попеняв театр за темноту и неустроенность лож, раскритиковав почти всю труппу и репертуар, корреспондент, видевший Млотковскую в пьесе Лабиша «Приключения на искусственных водах», пишет:

Роль Варвары Алексеевны играла г-жа Млотковская. Я не видал её в дни её славы, когда гремели о ней провинции… я увидел её теперь, во время её упадка сценического и физического, но всё-таки не мог не удивиться отличному знанию сцены, опытности и умению оттенять каждое слово.
«Ни одного даровитого актёра, ни одной замечательной актрисы! — Подытожил своё письмо об Одесском театре 1853 года корреспондент, и тут же в скобках оговорил: — А г-жа Млотковская играет мало».
В 1856 году репутация прославленной актрисы послужила прозябавшей в Одессе Млотковской ещё один раз: ей предложили антрепризу в построенном вместо прежнего новом Киевском театре.

### Период в Киевском театре (1856—1866)
Переехав в столицу юга России, в город, с которым были связаны воспоминания о самых лучших спектаклях, о юности, Млотковская, которой недавно исполнилось 50, играет уже исключительно роли пожилых женщин. Поначалу вполне задействованная, вскоре она, расхворавшись, почти сошла со сцены. В 1862 году её даже уволили из театра как неспособную по состоянию здоровья полноценно служить в труппе; но потом, по просьбам неравнодушных людей, восстановили, хотя играть она уже почти не могла.
19 октября 1866 года, в Киеве, на 62-м году жизни, после продолжительной болезни, Любовь Ивановна Млотковская умерла. В последние годы редко появлявшаяся на сцене, она «отошла в мир иной почти незаметно», и «мало кому даже из преданных поклонников довелось проводить её в последний путь».

## Отзывы современников
Вся игра её, полная обдуманности и самосознания, течет спокойно и ровно, ощутительно передавая зрителям то, что хотел передать писатель… но в тех местах, где чувство вырывается наружу, где не рассудок, а увлечение страсти характеризует роль… там вся одушевленная — она преображается…— театральный критик и драматург Н. В. Беклемишев

## Память
Несмотря на столь широкую известность среди театральных любителей 30-40-х годов XIX века, несмотря на похвалы в современной ей прессе, дружбу Щепкина и переписку с Мочаловым, в начале следующего столетия о Л. И. Млотковской совершенно забыли. В словаре Брокгауза встречается только её муж, — и то лишь однажды, — в статье об актёре Николае Рыбакове. После её смерти в течение почти ста лет упоминание о её творчестве трудно найти.
В середине 1950-х годов судьбой Л. И. Млотковской заинтересовался видный специалист по истории русского театра А. П. Клинчин. Обрабатывая различные материалы для популярной книжной серии «Корифеи русской и зарубежной сцены», учёный скрупулёзно, буквально по крохам, собирал сведения о жизни и творчестве этой выдающейся актрисы. Документы и факты чрезвычайно скудны, — до сих пор не установлена дата рождения актрисы (возможно, это и 1805 год); достоверно неизвестно, где именно и как она начала свою карьеру, когда выходила замуж, почему разошлась с Млотковским, чем болела в последние годы и где похоронена.
Всё, что удалось установить в результате исследования, Клинчин опубликовал сначала в Киеве (Клінчин О. П., Л. I. Млотковська, Київ, 1958), а затем, дополнив, — в монографии с говорящим заголовком «Повесть о забытой актрисе» (Искусство, 1968, 247 с.).
Так имя несправедливо забытой актрисы было возвращено для памяти потомков. — Без биографии Любови Ивановны Млотковской история русского театра оставалась бы очевидно неполной.

## Избранные пьесы и роли
Согласно источникам, из послужного списка Л. И. Млотковской достойны упоминания следующие работы:
- «Узкие башмаки» (водевиль в 1 д. А. Дэннери), — Луиза
- «Подставной и отставной» (комедия в 2 д. Ксавье, Ф.-А. Дювера и Лозанна), — Эрнеста
- «Дезертир» (опера-водевиль в 1 д. Э. Скриба и Мельвиля), — Грейли
- «Бабушкина курочка» (пьеса в 5 д., переделка водевиля Т. Ф. Вильнёва (Villeneuve)), — Клара
- «Дочь русского актёра» (шутка-водевиль в 1 д. с танцами П. И. Григорьева), — Верочка
- «Сиротка Сусанна» (комедия в 2 д. Мельвиля), — Сусанна
- «Отец, каких мало» (водевиль в 1 д. Н. А. Коровкина), — Катенька
- «Мирандолина» (переделка «Хозяйки гостиницы», комедии Гольдони в 2 д.) — Мирандолина
- «Горе от ума» (комедия в 4 д. А. С. Грибоедова), — Софья и Лиза
- «Наталка-Полтавка» — Наталка
- «Москаль-чаровник» (водевиль в 1 д. И. В. Котляревского), — Татьяна
- «Бой-жинка», премьера (водевиль в 1 д. Г. Ф. Квитки-Основьяненко), — Настя
- «Сватанье на Гончаровке», премьера (водевиль в 2 д. Г. Ф. Квитки-Основьяненко), — Ульяна
- «Коварство и любовь» — Луиза
- «Ричард III» — Леди Анна
- «Отелло» — Дездемона
- «Король Лир» — Корделия
- «Завтрак у предводителя» — Каурова
- «Ревизор» — Анна Андреевна и Слесарша
- «Мёртвые души» — Коробочка
- «Свадьба Кречинского» — Атуева
- «Гроза» — Старая барыня